# Лангбаллиг
Лангбаллиг (нем. Langballig) — община в Германии, в земле Шлезвиг-Гольштейн. Входит в состав района Шлезвиг-Фленсбург. Подчиняется управлению Лангбаллиг. Занимает площадь 15,42 км². Первое упоминание относится к 1450 году.

## Население
Население составляет 1484 человека (на 31 декабря 2010 года).
| Год  | Численность | Численность |
| ---- | ----------- | ----------- |
| 1975 | 994         | [ 4 ]       |
| 2017 | 1529        | [ 1 ]       |
| 2019 | 1523        | [ 5 ]       |
| 2021 | 1597        | [ 6 ]       |
| 2022 | 1614        | [ 7 ]       |
| 2023 | 1591        | [ 2 ]       |